# Relaciones internacionales de la República Popular China

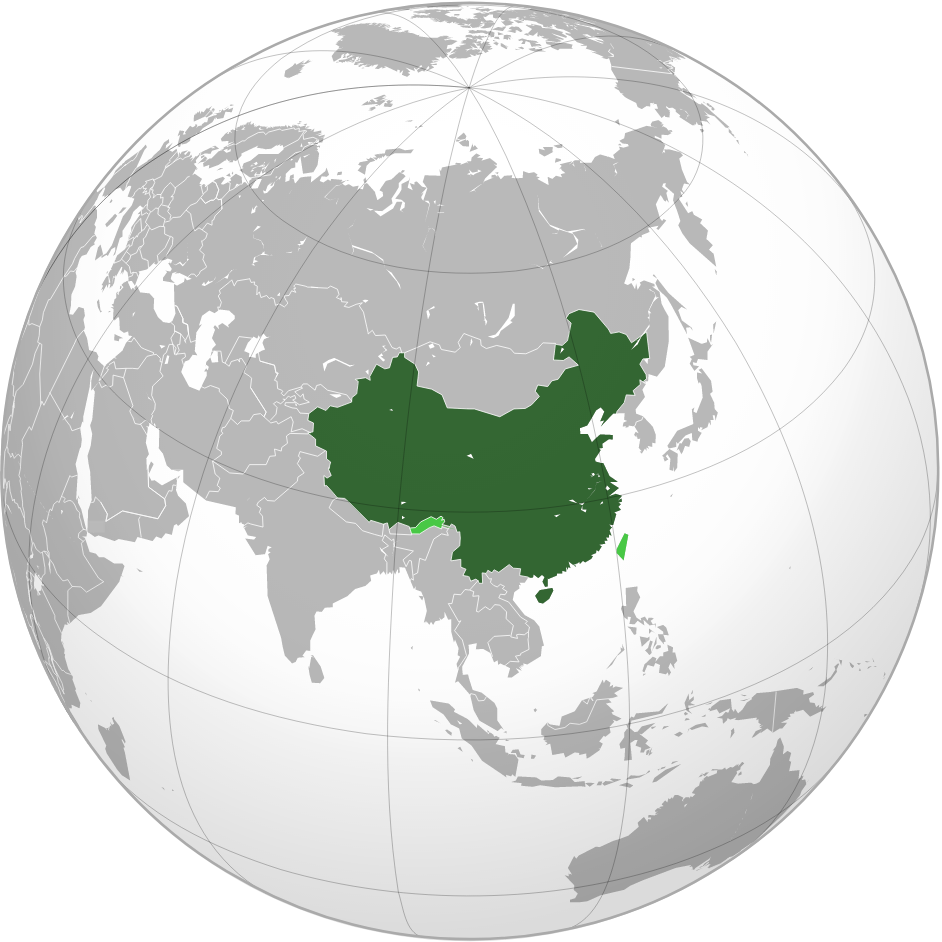
China en el globo terráqueo.

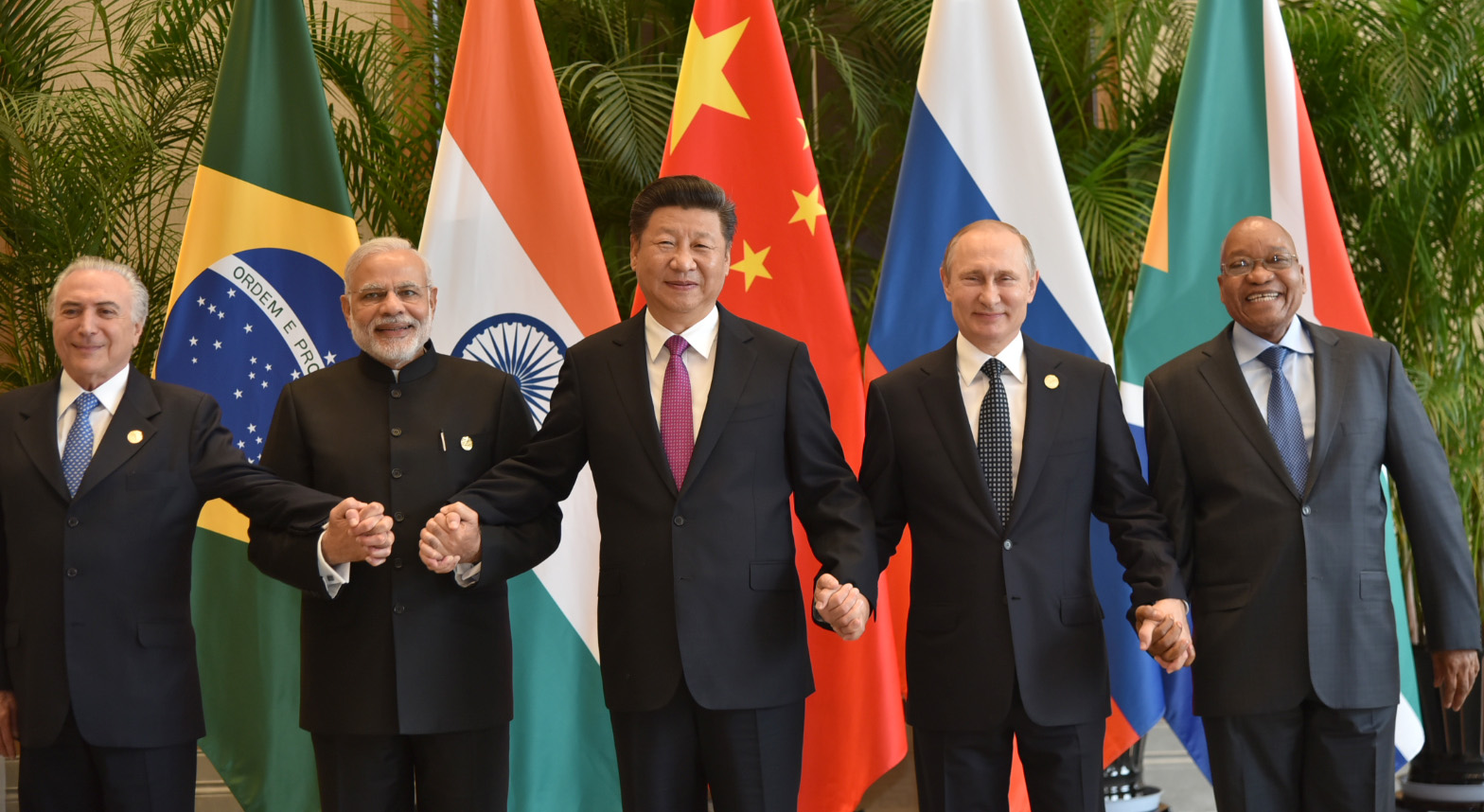
China forma parte del BRICS. En 2016 se realizó la octava cumbre. De izquierda a derecha: El expresidente Michel Temer (Brasil), Narendra Modi (India), Xi Jinping (China), Vladímir Putin (Rusia) y Jacob Zuma (Sudáfrica).

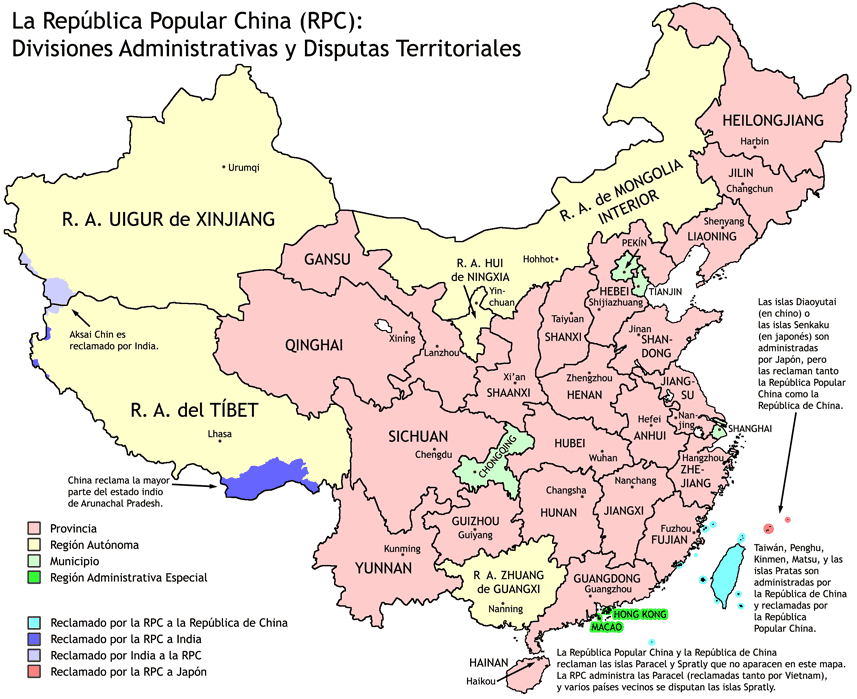
Mapa de las disputas territoriales entre China y otros países.

Las relaciones internacionales de la República Popular China son el conjunto de relaciones diplomáticas y de otra naturaleza entre este país y otros Estados soberanos. China mantiene relaciones diplomáticas con 171 países y cuenta con embajadas en 162.
Suecia fue la primera nación con quien estableció relaciones el 9 de mayo de 1950. La República de China y otros países disputan su legitimidad, que lo convierte en el Estado con reconocimiento limitado más grande y poblado del mundo. En 1971, reemplazó la representación internacional de la República de China como el único representante de China frente a las Naciones Unidas y como uno de los cinco miembros permanentes del Consejo de Seguridad. Además, fue un antiguo miembro y líder del Movimiento de Países no Alineados y aún sigue defendiendo a los países en vías de desarrollo.
Según la interpretación de la política de «Una sola China», Pekín ha hecho que sea una condición previa para el establecimiento de relaciones diplomáticas con un país, que este reconozca su pretensión a Taiwán y rompa los vínculos oficiales con el gobierno de la República de China. Los representantes de la República Popular China han protestado en numerosas ocasiones cuando otros gobiernos celebran acuerdos diplomáticos con Taiwán, especialmente en el tema de las ventas de armamento. Las reuniones políticas entre funcionarios extranjeros y el 14.º dalái lama también encuentran la oposición de la República Popular China, que considera que el Tíbet es parte integral de ella.
Gran parte de su política exterior se fundamenta en los Cinco Principios de Coexistencia Pacífica de Zhou Enlai: no injerencia en los asuntos de otros Estados, no agresión, convivencia pacífica, igualdad y beneficios mutuos. También se rige por el concepto de «armonía sin uniformidad», que anima a las relaciones diplomáticas entre las naciones a pesar de las diferencias ideológicas. Esta política le ha llevado a apoyar a los estados que se consideren peligrosos o de represión por Occidente, tales como Zimbabue, Corea del Norte e Irán.
Las relaciones exteriores con muchos países occidentales sufrieron durante un tiempo tras la represión militar en las protestas de Tian'anmen de 1989, aunque en los últimos años China ha mejorado sus vínculos diplomáticos con Occidente. China mantiene una relación económica y militar estrecha con Rusia, y a menudo ambos votan de la misma forma en el Consejo de Seguridad de la ONU.
Además de su reclamación sobre la isla de Taiwán, China se encuentra envuelta en varias disputas territoriales internacionales. Desde los años 1990, el gobierno comenzó las negociaciones para resolver los conflictos sobre sus fronteras terrestres, como la disputa de Cachemira con India y su frontera sin definir con Bután. Además existen otras reclamaciones territoriales multilaterales acerca de su soberanía sobre varias islas pequeñas en el mar de China Meridional y del Este, como las Islas Senkaku y el arrecife Scarborough. La prospección de recursos en zonas reclamadas por otros países ha llevado a crisis como la ocurrida con Vietnam en 2014.
China es normalmente señalado como una nueva superpotencia emergente, al destacar que su rápido progreso económico, su poderío militar en crecimiento, su enorme población y el incremento de su influencia internacional, son signos de que jugará un papel global prominente en el siglo XXI. Otros, sin embargo, previenen que las burbujas financieras y el desajuste demográfico pueden enlentecer o incluso detener el crecimiento de China a medida que el siglo progrese. Algunos autores también cuestionan la definición de «superpotencia», y argumentan que su gran economía por sí sola no sería suficiente para calificarla como superpotencia, y hacen notar que carece de la influencia militar y cultural de Estados Unidos.

## Contexto
El siglo chino (en chino simplificado: 中国世纪; en chino tradicional: 中國世紀; en pinyin: Zhōngguó Shìjì) es un neologismo que sugiere que el siglo XXI estará dominado geopolíticamente por la República Popular China, del mismo modo que el siglo XX fue «el siglo estadounidense» y el siglo XIX «el siglo imperial británico». La expresión se utiliza especialmente para afirmar que la economía de la República Popular China superará a la economía de Estados Unidos como la economía nacional más grande del mundo en el siglo XXI, posición dominante que el país ocupó entre el siglo XVI y principios del XIX. La revista económica liberal The Economist argumentó que el siglo chino ya es una realidad, ya que en 2014 los organismos internacionales certificaron que la economía de China había adelantado a la de Estados Unidos en paridad de poder adquisitivo.
Gobernada desde 1949 por el Partido Comunista de China, la República Popular China fue una economía planificada parecida al sistema soviético hasta 1978, cuando comenzaron las reformas económicas, especialmente con la apertura de polos de inversión conocidos como «zonas económicas especiales», que transformaron el sistema económico del país, con tasas extraordinarias de crecimiento económico. El gobierno chino llama a su política económica «socialismo con características chinas», donde a pesar de regir una economía de mercado, el Estado mantiene fuertes regulaciones e interviene en la economía gracias a la propiedad de empresas líderes en sectores estratégicos.

## Historia
La República Popular China es un estado comunista que llegó al poder en 1949 después de una guerra civil. Se convirtió en una gran potencia en la década de 1960 y hoy tiene la población más grande del mundo, el segundo PIB más grande (después de Estados Unidos) y la economía más grande del mundo por PPA. China ahora se considera una superpotencia global emergente. Las principales instituciones de política exterior son el Ministerio de Relaciones Exteriores, el Departamento de Enlace Internacional del Partido Comunista de China y el Departamento de Trabajo del Frente Unido.
De 1950 a 1953 libró una guerra no declarada en Corea contra Estados Unidos. Hasta finales de la década de 1950 estuvo aliado con la Unión Soviética, pero en 1960 comenzaron una amarga contienda por el control del movimiento comunista local en muchos países. Llegó a la distensión con los Estados Unidos en 1972. Después de la muerte del presidente Mao Zedong en 1976, Deng Xiaoping lideró un proceso masivo de industrialización y enfatizó las relaciones comerciales con el mundo, mientras mantenía una política exterior discreta y menos ideológica, ampliamente descrita con la frase taoguang yanghui, o "esconder el talento y esperar el momento oportuno". La economía china creció muy rápidamente, lo que le dio un poder y una ambición cada vez mayores. 
Desde que Xi Jinping asumió el cargo de secretario general del Partido Comunista de China en 2012, China ha ampliado sus ambiciones de política exterior a escala mundial, con especial énfasis en el Mar de China Oriental. China está invirtiendo fuertemente en infraestructura global, citando un deseo de integración económica. También está invirtiendo en ubicaciones estratégicas para asegurar sus intereses comerciales y de seguridad. Llama a estos programas "Iniciativa de la Franja y la Ruta" y la "Ruta marítima de la seda", que considera parte de su objetivo de autosuficiencia. En 2019, el Centro de Investigación Pew realizó una encuesta sobre la actitud hacia Xi Jinping entre las poblaciones de 6 países: Australia, India, Indonesia, Japón, Filipinas y Corea del Sur. La encuesta indicó que un 29% de los encuestados tiene confianza en que Xi Jinping hace lo correcto con respecto a los asuntos mundiales, mientras que el 45% de los encuestados desconfía de las habilidades geopolíticas de Xi Jinping.
Desde 2017 se ha involucrado en una guerra comercial a gran escala con Estados Unidos. También está desafiando el dominio de Estados Unidos en el Pacífico y el Índico, ampliando sus esfuerzos navales y diplomáticos. Parte de esto es la estrategia del Collar de Perlas que asegura ubicaciones estratégicas en la región del Océano Índico y el Estrecho de Malaca.

## Economía y comercio exterior
Beijing ha alentado y ayudado a financiar empresas chinas para desarrollar enormes intereses en el extranjero desde 2000. Las corporaciones estadounidenses y europeas más establecidas tienen fuertes cerraduras en los principales mercados, por lo que las empresas chinas se enfocan en áreas con altos riesgos políticos, como Myanmar. El gobierno comunista de Beijing ha intervenido cada vez más para asegurar estos intereses comerciales en el extranjero. Se anima a los empresarios chinos a cultivar instituciones sociales en mercados clave. En el caso de Myanmar, China se enfrenta a una posición mucho mejor establecida de la India.

### Nueva Ruta de la Seda
El Puente Terrestre Euroasiático (en ruso: Новый шёлковый путь, Novy shiólkovy put), a veces llamado Nueva Ruta de la Seda (en ruso: Евразийский сухопутный мост, Yevraziyskiy sukhoputniy most) es la ruta de transporte ferroviario para el movimiento de tren de mercancías y tren de pasajeros por tierra entre los puertos del Pacífico, en el Lejano Oriente ruso y chino y los puertos marítimos en Europa. 
La ruta, un ferrocarril transcontinental y puente terrestre, actualmente comprende el ferrocarril Transiberiano, que se extiende a través de Rusia, y el nuevo puente de tierra de Eurasia o segundo puente continental de Eurasia, que discurre a través de China y Kazajistán, también se van a construir carreteras entre las ciudades de la ruta. A partir de noviembre de 2007, aproximadamente el 1% de los 600 millones de dólares en bienes enviados desde Asia a Europa cada año se entregaron por vías de transporte terrestre.
Terminado en 1916, el tren Transiberiano conecta Moscú con el lejano puerto de Vladivostok en el océano Pacífico, el más largo del mundo en el Lejano Oriente e importante puerto del Pacífico. Desde la década de 1960 hasta principios de 1990, el ferrocarril sirvió como el principal puente terrestre entre Asia y Europa, hasta que varios factores hicieron que el uso de la vía férrea transcontinental para el transporte de carga disminuyese. 
Un factor es que los ferrocarriles de la Unión Soviética utilizan un ancho de vía más ancho en los rieles que la mayor parte del resto de Europa y China, y el transporte en barcos de carga por el canal de Suez en Egipto, construido por Francia. El sistema ferroviario de China se une al Transiberiano en el noreste de China y Mongolia. En 1990, China añadió un enlace entre su sistema ferroviario y el Transiberiano a través de Kazajistán. China denomina a su enlace ferroviario ininterrumpido entre la ciudad portuaria de Lianyungang y Kazajistán como el «Puente terrestre de Nueva Eurasia» o «Segundo puente continental Euroasiático». Además de Kazajistán, los ferrocarriles conectan con otros países de Asia Central y Oriente Medio, incluyendo a Irán. Con la finalización en octubre de 2013 de la línea ferroviaria a través del Bósforo en el marco del proyecto Marmaray el puente de tierra de Nueva Eurasia conecta ahora teóricamente a Europa a través de Asia Central y del Sur.

## Organizaciones internacionales

### BRICS
Los BRICS, informalmente BRICS+ (tras la incorporación de nuevos países), es una asociación, grupo y foro político y económico internacional de países emergentes, que se ha constituido en un espacio internacional alternativo al G7, integrado por países desarrollados.En términos generales, BRICS es una asociación económica-comercial de las 5 economías nacionales emergentes que en la década de los 2000 presentaban un gran potencial de desarrollo. El nombre de la formación son las iniciales de los 5 primeros Estados miembros plenos.
Fue conformado inicialmente por Brasil, Rusia, India, China y Sudáfrica, y fue creado en 2010 tras la incorporación de Sudáfrica a la ya existente organización BRIC. 
En agosto de 2023, en la XV Cumbre de los BRICS, en la ciudad de Johannesburgo, Sudáfrica, se anunció la entrada para el 1 de enero de 2024 de 6 nuevos países como Estados miembros plenos .De ellos sólo 4 países se incorporaron al grupo Egipto, Emiratos Árabes Unidos, Etiopía e Irán. Pero el presidente de Argentina, Javier Milei decidió no ingresar y rechazó la entrada del país en el grupo, y Arabia Saudita,no concluyó las formalidades de ingreso. Actualmente son 10 Estados miembros plenos.
En octubre de 2024, en la XVI Cumbre, en la ciudad de Kazán, Rusia, los BRICS crearon para el 1 de enero de 2025, la categoría de Estados miembros asociados, estos países son estados observadores que no son oficialmente parte del bloque BRICS, pero reciben apoyo de los miembros de BRICS. El 30 de diciembre de 2024, Arabia Saudita y Turquía decidieron no ingresar. Los siguientes 13 países fueron aceptados como Estados miembros asociados: Argelia, Bielorrusia, Bolivia, Cuba, Indonesia, Kazajistán, Malasia, Nigeria, Tailandia, Turquía, Uganda, Uzbekistán y Vietnam. Tras la ampliación de 2024, el PIB de los BRICS, de haber incluido a Argentina, representaría el 37 % del PIB mundial y el 46 % de la población mundial.
Los BRICS fueron considerados el paradigma de la cooperación Sur-Sur, aunque esta interpretación fue puesta en cuestión dadas las contradicciones entre los intereses de China y los demás miembros, y la pérdida de proyección económica.En el BRICS+ se encuentran países con gran población (China e India por encima de los mil cuatrocientos millones cada uno), y países con enormes territorios como Rusia, China y Brasil, lo que les proporciona una dimensión estratégica, una muy amplia cantidad de recursos naturales, un importante crecimiento de su producto interno bruto (PIB) y consecuentemente el aumento de su participación en el comercio internacional en los últimos años.
El 1 de enero de 2025, se formalizó el ingreso de otros doce países como miembros asociados, incluyendo a Indonesia, convirtiéndose así en el primer miembro del sudeste asiático. Como consecuencia de ello, el grupo representa ahora el 40,4% de la riqueza producida (en paridad de poder adquisitivo) en el mundo y el 51% de la población mundial. El acrónimo BRICS+ se ha utilizado informalmente para reflejar una nueva membresía.

### Foro para la Cooperación entre China y África
El Foro para la Cooperación entre China y África (Forum on China-Africa Cooperation, FOCAC) es un foro oficial entre la República Popular de China y los estados de África. La primera conferencia ministerial de este foro fue realizada en Pekín en 2000.

### Organización de Cooperación de Shanghái
La Organización de Cooperación de Shanghái (OCS) es una organización intergubernamental fundada el 15 de junio de 2001 por China, Rusia, Kazajistán, Kirguistán, Tayikistán y Uzbekistán, países que, con excepción del último, fueron miembros del grupo de los Cinco de Shanghái, precursor de la OCS, fundado el 26 de abril de 1996. Desde su creación, la organización ha expandido su membresía a nueve estados; India y Pakistán se unieron en junio de 2017, e Irán lo hizo en septiembre de 2022.

## Principales relaciones bilaterales

### La Unión Europea y sus Estados miembros
Las relaciones entre la Unión Europea (UE) y la República Popular China (RPC) o relaciones sino-europeas son relaciones bilaterales que se establecieron en 1975 entre la RPC y la Comunidad Europea. La UE es el mayor socio comercial de la RPC, y la RPC es el mayor socio comercial de la UE.

#### Alemania
Las frecuentes visitas de diplomáticos de alto nivel reconocieron haber ayudado a garantizar el buen desarrollo de las relaciones chino-alemanas. De 1993 a 1998, los líderes alemanes y chinos se reunieron cara a cara 52 veces: Entre los dirigentes chinos que visitaron Alemania fueron el presidente Jiang Zemin, Qiao Shi, expresidente del Comité Permanente del Comité Nacional Congreso del Pueblo (NPC), y Li Peng, ex primer ministro y presidente de la Permanente de la APN. Mientras tanto, los líderes alemanes que visitaron China, incluido el presidente Roman Herzog, el canciller Helmut Kohl, ministro de Relaciones Exteriores Klaus Kinkel y secretario de Estado Federal alemán de Relaciones Exteriores Ludger Volmer. Entre estos dirigentes, el canciller Kohl, visitó China en dos ocasiones en 1993 y 1995. Dado que el nuevo gobierno alemán llegó al poder en octubre de 1998, el Canciller Gerhard Schröder ha hecho tres visitas a China. Uno tras otro, de Alemania llegó el vice primer ministro y ministro de Relaciones Exteriores Joschka Fischer, el ministro de Defensa Rudolf Scharping, y el ministro de Economía y Tecnología Werner Müller. Al mismo tiempo, Alemania acoge con satisfacción al Premier chino Zhu Rongji, ministro de Relaciones Exteriores Tang Jiaxuan, consejero de Estado Wu Yi, el miembro del Comité Central del Buró Político del Partido Comunista Chino Wei Jianxing, así como el vicepresidente Hu Jintao.

### Australia
El primer consulado chino en Australia fue establecido en 1909, mientras que las relaciones diplomáticas bilaterales se establecieron oficialmente en 1941. 
En 2014, ambos países firmaron un tratado de libre comercio con el fin de liberar de algunos impuestos y aranceles a productos e inversiones bilaterales en ambos países.
A partir de 2018, las relaciones a nivel político han comenzado a desgastarse entre estos dos países, principalmente debido a las crecientes preocupaciones de la influencia política china en varios sectores de la sociedad australiana, incluido el gobierno, las universidades y los medios de comunicación, además de la postura china en el conflicto territorial en el mar de la China meridional.
Durante la pandemia por coronavirus de 2020, las relaciones bilaterales se tensionaron aún más, cuando el gobierno australiano pidió una investigación independiente y a cabalidad para determinar el origen y responsabilidades por la expansión del virus SARS-CoV-2. A través de la alianza estratégica militar AUKUS, anunciada en septiembre de 2021 y conformada por Australia, Reino Unido y los Estados Unidos, se ha planteado como una alternativa para frenar la influencia China en el Indo-Pacífico. Tras el anuncio el gobierno chino respondió a través de su diplomacia calificando el acuerdo como «extremadamente irresponsable», provocando además una crisis diplomática con Francia por la cancelación abrupta de la compra de unos submarinos convencionales franceses por parte del gobierno australiano.

### Estados Unidos
Las relaciones entre China y Estados Unidos (o relaciones chino-estadounidenses) se refieren a las relaciones bilaterales existentes entre los Estados Unidos de América (EE. UU.) y la República Popular China (RPC). Dichas relaciones han sido descritas por varios líderes mundiales y académicos como las más importante del mundo del siglo XXI. La mayoría de los analistas las describen como complejas y polifacéticas.
Históricamente, las relaciones entre los dos países generalmente han sido estables con algunos períodos de conflicto abierto, especialmente durante la guerra de Corea y la guerra de Vietnam.En la actualidad los dos países no son ni aliados ni enemigos; el gobierno estadounidense no considera a la RPC como un adversario, sino como un competidor en ciertas áreas y como socio en otras. 
La RPC y EE. UU. son grandes socios comerciales además de las dos mayores economías del mundo medidas según el PIB. Ambos países son los más grandes consumidores de vehículos de motor y petróleo, y los dos mayores emisores de gases de efecto invernadero. La relación comercial chino-americana es la segunda más grande del mundo. La RPC es también el mayor acreedor extranjero de los EE. UU. La RPC tiene la segunda población más grande del mundo y EE. UU. la tercera.
La RPC y EE. UU. tienen intereses comunes en cuanto la prevención y supresión del terrorismo y la proliferación nuclear. Sin embargo, los dos países siguen en disputa por cuestiones territoriales en el Mar del Sur de China. También la república de China (Taiwán) se mantiene como una fuente de tensión en la relación bilateral. Aunque la RPC nunca ha gobernado Taiwán, esta reclama a Taiwán como una provincia y repetidas veces ha amenazado con tomarla por la fuerza. Por su parte, EE. UU. exporta armamento hacia la República de China y exhibe públicamente su apoyo a Taiwán. No obstante, oficialmente, la política de EE. UU. se rige por la Ley de relaciones con Taiwán, las Seis Garantías, y los Tres Comunicados, que establecen el compromiso con la política de una sola China, que reconoce la posición de la RPC de que Taiwán es parte de China, pero no indica si EE. UU. está o no de acuerdo con esa postura. La fuerza de ese compromiso y la relación entre las políticas, que pueden ser vistas como contradictorias, cambian de una administración a otra.

### Reino Unido
Las relaciones chino-británicas (en chino tradicional, 中英關係; en chino simplificado, 中英关系; pinyin, Zhōng-Yīng guānxì), conocidas también como relaciones anglo-chinas y relaciones sino-británicas, se refieren a las relaciones internacionales entre China (con sus distintos gobiernos a lo largo de la historia) y el Reino Unido. Aunque estuvieron en lados opuestos de la Guerra Fría, ambos países fueron aliados durante la Segunda Guerra Mundial, y son miembros permanentes del Consejo de Seguridad de las Naciones Unidas. Debido a la Guerra Fría, la primera y segunda guerra del Opio, y el estatus de Hong Kong, y otros temas, las relaciones entre China y Reino Unido en algunos momentos de la historia han sido complicadas, siendo mejores en otros momentos.

### Taiwán
Las relaciones a través del estrecho de Taiwán (en chino tradicional, 海峽兩岸關係; en chino simplificado, 海峡两岸关系; pinyin, Hǎixiá liǎng'àn guānxì) se refiere oficialmente a las relaciones bilaterales entre la República Popular China (China continental) y la República de China (Taiwán), que están separadas por el estrecho de Taiwán, tomando de ahí el nombre.

## Diplomacia
La Diplomacia del Lobo Guerrero (en chino: 战狼外交; Pinyin: zhànláng wàijiāo) describe un estilo agresivo de diplomacia adoptado por los diplomáticos chinos en el siglo XXI, bajo la administración del líder chino Xi Jinping. En contraste con la práctica diplomática china anterior, el llamado «ascenso pacífico de China», que había enfatizado el evitar la controversia y el uso de la retórica cooperativa, la «Diplomacia del Lobo Guerrero» es más combativa, y sus defensores denuncian abiertamente las críticas a China en las redes sociales y en entrevistas. Aparte de Xi Jinping, Zhao Lijian, Hua Chunying, Wang Wenbin y Liu Xiaoming han sido descritos como destacados defensores de la diplomacia del lobo guerrero.
Aunque la frase «diplomacia del lobo guerrero» solo se popularizó como descripción de esta filosofía diplomática durante la pandemia de COVID-19, la aparición de diplomáticos al estilo lobo guerrero comenzó unos años antes. Se han citado como factores que llevaron a su surgimiento la hostilidad contra China percibida por parte de Occidente entre los funcionarios del gobierno chino y los cambios dentro de la burocracia diplomática china.

## Pasaporte chino
El pasaporte de la República Popular de China (en chino: 中华人民共和国护照), comúnmente conocido como pasaporte chino, es un pasaporte expedido a los ciudadanos de la República Popular de China (RPC) que se han registrado como residente de China continental y, por lo tanto, poseen un hukou, con el propósito de viajes internacionales, y da derecho al portador a la protección de los funcionarios consulares de China en el extranjero.

## Censura internacional china
La censura internacional china se refiere a la censura fuera de la República Popular China de los asuntos considerados sensibles por el gobernante Partido Comunista de China. Los temas censurados incluyen el estatus político de Taiwán, la represión al movimiento independentista tibetano, los campos de reeducación de Xinjiang y la persecución de los uigures, la masacre de la Plaza Tiananmen, las protestas de Hong Kong de 2019-2020 y los derechos humanos en China en general.
La censura es llevada a cabo por empresas extranjeras que desean hacer negocios en China, un fenómeno creciente dada la creciente importancia económica del país. Las empresas que buscan evitar ofender a los clientes chinos se han autocensurado y, si se les acusa de ofender las sensibilidades del gobierno chino, han publicado disculpas o haciendo declaraciones en apoyo de la política del gobierno. Estas acciones reflejan la priorización de las empresas de las ganancias sobre la ética empresarial, un impulso explotado por el gobierno chino.
El gobierno chino alienta a sus internautas a combatir cualquier amenaza percibida a la integridad territorial de China, incluida la oposición a cualquier expresión extranjera de apoyo a los manifestantes o los movimientos separatistas percibidos, con el sistema de "Educación Patriótica" del país desde la década de 1990 enfatizando los peligros de la influencia extranjera y el siglo de humillación del país por parte de poderes externos.

## Análisis

### El Nuevo Gran Juego
El Nuevo Gran Juego es un término usado para describir la concepción moderna de la geopolítica en Eurasia Central como una competencia entre Estados Unidos, el Reino Unido y los países de la OTAN contra Rusia, China y los países de la Organización de Cooperación de Shanghái con el fin de tener "influencia Poder, hegemonía y beneficios en Asia Central y en el Cáucaso".  Es una referencia al El Gran Juego es el término utilizado para describir la rivalidad entre el Imperio ruso y el Reino Unido, en su lucha por el control de Asia Central y el Cáucaso, durante el siglo XIX.
Varios autores y analistas[¿quién?] ven este "juego" como el centro de una nueva política del petróleo regional. En vez de competir por el control real de una zona geográfica, "el transporte tubular, las rutas petroleras y los contratos son los generadores de tensiones, al mismo tiempo que los grandes premios del nuevo gran juego". El término se hizo predominante en las noticias relacionadas con la región, apareciendo en títulos de libros, revistas académicas, artículos, noticias e informes de los gobiernos. El autor paquistaní Ahmed Rashid, alega que acuñó el término en una descripción sobre un artículo en una revista semanal, publicada en 1997.
En una Filtración de documentos diplomáticos de los Estados Unidos publicado por Wikileaks, se informó que el Príncipe Andres, Duque de York apoya el concepto de un Nuevo Gran Juego:

Dirigiéndose directamente al embajador, el principe Andrés, a continuación, refirió una nueva política regional. , Afirmó sin rodeos que "el Reino Unido, Europa Occidental (y por extensión, también los Estados Unidos)", estaban ahora de vuelta al centro del Nuevo Gran Juego. Más animado que nunca, afirmó determinado: "Esta vez, nuestro objetivo es ganar".
Príncipe Andres de Inglaterra.

### Sobre las intenciones chinas en la región del Océano Índico
Se conoce como Collar de Perlas a una teoría geopolítica sobre las posibles intenciones chinas en la región del Océano Índico. Se refiere a la red de instalaciones militares y relaciones comerciales chinas a lo largo de sus líneas marítimas de comunicación, que se extienden desde la China continental hasta Port Sudan en el Cuerno de África. Las líneas marítimas atraviesan varios puntos importantes de congestión marítima como el Estrecho de Mandeb, el Estrecho de Malaca, el Estrecho de Ormuz y el Estrecho de Lombok así como otros centros estratégicos marítimos en Pakistán, Sri Lanka, Bangladés, Maldivas y Somalia.
Muchos analistas en India creen que este plan, junto con el Corredor Económico China-Pakistán y otras partes de la Iniciativa de la Nueva Ruta de la Seda de China bajo Xi Jinping, es una amenaza para la seguridad nacional de la India. El sistema rodearía a India y amenazaría su proyección de poder, su comercio y potencialmente su integridad territorial. Además, el apoyo de China a Pakistán, enemigo tradicional de India y su puerto de Gwadar se ve como una amenaza, agravada por el temor de que China pueda desarrollar una base militar en Gwadar, que podría permitir a China llevar a cabo una guerra expedicionaria en la región. Desde el este, el puerto de aguas profundas de Kyaukpyu en Myanmar también se ve con similar preocupación. Se sabe que los primeros análisis académicos exhaustivos del plan chino y sus implicaciones de seguridad para Nueva Delhi se llevarán a cabo en febrero de 2008 por un oficial naval indio en servicio activo. En consecuencia, India ha estado haciendo movimientos de varios tipos para contrarrestar la amenaza percibida.
El término como concepto geopolítico se utilizó por primera vez en un informe interno del Departamento de Defensa de Estados Unidos, "Energy Futures in Asia" en 2005. El término también se usa ampliamente en la India para destacar las preocupaciones de la India en relación con los proyectos de la Nueva Ruta de la Seda en todo el sur de Asia. Según el EUISS, la formación del Diálogo de Seguridad Cuadrilateral (entre Estados Unidos, India, Australia y Japón) es un resultado directo de la política exterior y de seguridad asertiva de China en la región del Indo-Pacífico.

### Metas a largo plazo
El politólogo Dmitry Shlapentokh sostiene que Xi Jinping y los principales líderes chinos están desarrollando planes para el predominio global basados en un poder económico en rápido crecimiento. El marco ideológico es una mezcla especializada de marxismo-leninismo, junto con las pretensiones históricas de China de predominio mundial antes de 1800. La política comercial y el impulso de China por el acceso a los recursos naturales esenciales, como el gas, se articulan en términos de estos enfoques ideológicos. Beijing equilibra ambos objetivos puramente económicos con estrategias geopolíticas con respecto a Estados Unidos, Rusia y otras potencias. Equilibrar esos dos poderes le da a China una clara ventaja, ya que su gobierno totalitario podría planificar por generaciones y podría cambiar de rumbo independientemente de los deseos del electorado o de grupos de interés claramente definidos, como es el caso del Occidente capitalista moderno.
Lowell Dittmer sostiene que, al tratar con el objetivo de dominar el este de Asia, Pekín tiene que hacer malabarismos con sus relaciones con Estados Unidos, que tiene más poder militar y económico en la región debido a los estrechos vínculos de Estados Unidos con Japón, Corea del Sur, Taiwán, Vietnam, Australia y otros países.
Con respecto al Medio Oriente, donde Estados Unidos ha marcado una posición importante, China se está moviendo tentativamente en una escala mucho menor. Los analistas argumentan que Beijing aún no está listo para convertirse en una fuerza importante en la configuración de la política regional.
China ha mostrado un interés moderado en la región del Caribe en los últimos años, pero no en la misma escala que su interés en Asia y África. Ha estado desarrollando lazos con Cuba, Bahamas, Jamaica, República Dominicana y Haití, así como con Colombia. Para 2019, estos pequeños países no han cambiado de manera notable sus políticas internas o externas debido a sus nuevos vínculos económicos con China. Sin embargo, los gobiernos prestan más atención a las opiniones de Beijing. Por otro lado, el empuje de China hacia el Caribe es cada vez más resentido por Estados Unidos y una mayor escalada entre las dos principales potencias es una posibilidad en la región.